# العلاقات الآيسلندية السويدية
العلاقات الآيسلندية السويدية هي العلاقات الثنائية التي تجمع بين آيسلندا والسويد.

## مقارنة بين البلدين
هذه مقارنة عامة ومرجعية للدولتين:
| وجه المقارنة                                              | آيسلندا          | السويد                                                                               |
| --------------------------------------------------------- | ---------------- | ------------------------------------------------------------------------------------ |
| المساحة (كم2)                                             | 103.00 ألف       | 450.30 ألف                                                                           |
| عدد السكان (نسمة)                                         | 317.35 ألف       | 10.16 مليون                                                                          |
| الكثافة السكانية (ن./كم²)                                 | 3.08             | 22.56                                                                                |
| العاصمة                                                   | ريكيافيك         | ستوكهولم                                                                             |
| اللغة الرسمية                                             | اللغة الآيسلندية | اللغة السويدية، لغات السامي، اللغة الفنلندية، منكيلي، اللغة الرومنية، اللغة اليديشية |
| العملة                                                    | كرونة آيسلندية   | كرونة سويدية                                                                         |
| الناتج المحلي الإجمالي (بليون دولار)                      | 23.91 مليار      | 538.04 مليار                                                                         |
| الناتج المحلي الإجمالي (تعادل القوة الشرائية) بليون دولار | 15.79 مليار      | 469.01 مليار                                                                         |
| الناتج المحلي الإجمالي الاسمي للفرد دولار أمريكي          | 50.17 ألف        | 50.58 ألف                                                                            |
| الناتج المحلي الإجمالي للفرد دولار أمريكي                 | 46.55 ألف        | 45.30 ألف                                                                            |
| مؤشر التنمية البشرية                                      | 0.899            | 0.907                                                                                |
| رمز المكالمات الدولي                                      | +354             | +46                                                                                  |
| رمز الإنترنت                                              | .is              | .se                                                                                  |
| المنطقة الزمنية                                           | 00، أوروبا/لندن ‏ | توقيت وسط أوروبا، ت ع م+01:00، ت ع م+02:00، أوروبا/ستوكهولم ‏                         |

## مدن متوأمة
في ما يلي قائمة باتفاقيات التوأمة بين مدن آيسلندية وسويدية:
- ترتبط كوبافوغور مع نورشوبينغ باتفاقية توأمة.
- ترتبط غارذاباير مع بلدية إسلوف باتفاقية توأمة.
- ترتبط Seltjarnarnes [الإنجليزية]‏ مع Höganäs [الإنجليزية]‏ باتفاقية توأمة.
- ترتبط Patreksfjörður [الإنجليزية]‏ مع بلدية فادستنا [الإنجليزية]‏ باتفاقية توأمة.
- ترتبط Ísafjarðarbær [الإنجليزية]‏ مع بلدية لينشوبينغ [الإنجليزية]‏ باتفاقية توأمة.[16]
- ترتبط Blönduós [الإنجليزية]‏ مع Karlstad Municipality [الإنجليزية]‏ باتفاقية توأمة.[17]
- ترتبط فياردابيغد مع Enköping Municipality [الإنجليزية]‏ باتفاقية توأمة منذ 1998.
- ترتبط دالفيك مع Lund Municipality [الإنجليزية]‏ باتفاقية توأمة.[18]
- ترتبط هافنارفيوردور مع بلدية أبسالة [الإنجليزية]‏ باتفاقية توأمة.[19]
- ترتبط موسفلسبير مع اوديفالا [الإنجليزية]‏ باتفاقية توأمة.
- ترتبط أربورغ مع كالمار باتفاقية توأمة منذ 6 يوليو 1987.
- ترتبط غريندافيك مع بيتيو باتفاقية توأمة.
- ترتبط بورغارنيس مع فالكنبرغ باتفاقية توأمة.
- ترتبط Neskaupstaður [الإنجليزية]‏ مع Enköping Municipality [الإنجليزية]‏ باتفاقية توأمة منذ 1974.
- ترتبط سيلفوس مع كالمار باتفاقية توأمة.
- ترتبط هوفن مع Kungälv [الإنجليزية]‏ باتفاقية توأمة.
- ترتبط سيجلوفيوردور مع Vänersborg Municipality [الإنجليزية]‏ باتفاقية توأمة.
- ترتبط Stykkishólmur [الإنجليزية]‏ مع أوربرو باتفاقية توأمة منذ 1979.
- ترتبط أكوريري مع Västerås Municipality [الإنجليزية]‏ باتفاقية توأمة منذ 14 أكتوبر 1994.[20]
- ترتبط ألفتينس مع يفله باتفاقية توأمة.
- ترتبط رايكيانسبير مع Trollhättan Municipality [الإنجليزية]‏ باتفاقية توأمة.[21][21]
- ترتبط Reykjanes [الإنجليزية]‏ مع ترولهتان باتفاقية توأمة.
- ترتبط Borgarfjörður [الإنجليزية]‏ مع Falkenberg Municipality [الإنجليزية]‏ باتفاقية توأمة.
- ترتبط Hveragerði [الإنجليزية]‏ مع Örnsköldsvik Municipality [الإنجليزية]‏ باتفاقية توأمة.
- ترتبط أكرانيس مع Västervik Municipality [الإنجليزية]‏ باتفاقية توأمة.
- ترتبط ريكيافيك مع ستوكهولم باتفاقية توأمة.
- ترتبط Húsavík [الإنجليزية]‏ مع كارلسكوغا باتفاقية توأمة.

## منظمات دولية مشتركة
يشترك البلدان في عضوية مجموعة من المنظمات الدولية، منها:
| علم المنظمة | اسم المنظمة                               | تاريخ انضمام آيسلندا | تاريخ انضمام السويد |
| ----------- | ----------------------------------------- | -------------------- | ------------------- |
|             | وكالة ضمان الاستثمار متعدد الأطراف        | 25 سبتمبر 1998       | 12 أبريل 1988       |
|             | منظمة الشرطة الجنائية الدولية             | ?                    | ?                   |
|             | مجموعة الموردين النوويين                  | ?                    | ?                   |
|             | منظمة حظر الأسلحة الكيميائية              | ?                    | ?                   |
|             | منظمة التجارة العالمية                    | ?                    | 1995                |
|             | الفريق المعني برصد الأرض                  | ?                    | ?                   |
|             | الأمم المتحدة                             | 19 نوفمبر 1946       | 19 نوفمبر 1946      |
|             | مؤسسة التمويل الدولية                     | 20 يوليو 1956        | 20 يوليو 1956       |
|             | يونسكو                                    | 8 يونيو 1964         | 23 يناير 1950       |
|             | مؤسسة التنمية الدولية                     | 19 مايو 1961         | 24 سبتمبر 1960      |
|             | منظمة الأمن والتعاون في أوروبا            | 25 يونيو 1973        | 25 يونيو 1973       |
|             | الاتحاد الدولي للاتصالات                  | 1 أكتوبر 1906        | 1866                |
|             | منظمة التعاون الاقتصادي والتنمية          | ?                    | ?                   |
|             | مجموعة أستراليا                           | 1993                 | 1991                |
|             | اتحاد المدفوعات الأوروبي ‏                 | ?                    | ?                   |
|             | المجلس الشمالي                            | ?                    | 16 مارس 1952        |
|             | نظام تحكم تكنولوجيا القذائف               | 1993                 | 1991                |
|             | مجلس دول بحر البلطيق                      | ?                    | ?                   |
|             | مجلس أوروبا                               | ?                    | ?                   |
|             | اتفاقية السماوات المفتوحة                 | ?                    | ?                   |
|             | المجلس القطبي                             | ?                    | ?                   |
|             | البنك الدولي للإنشاء والتعمير             | 27 ديسمبر 1945       | 31 أغسطس 1951       |
|             | المنظمة الهيدروغرافية الدولية             | ?                    | ?                   |
|             | الاتحاد البريدي العالمي                   | ?                    | ?                   |
|             | المركز الدولي لتسوية المنازعات الاستشارية | 14 أكتوبر 1966       | 28 يناير 1967       |

## وصلات خارجية
- موقع وزارة الخارجية الآيسلندية
- موقع وزارة الخارجية السويدية